# Basjkirostan

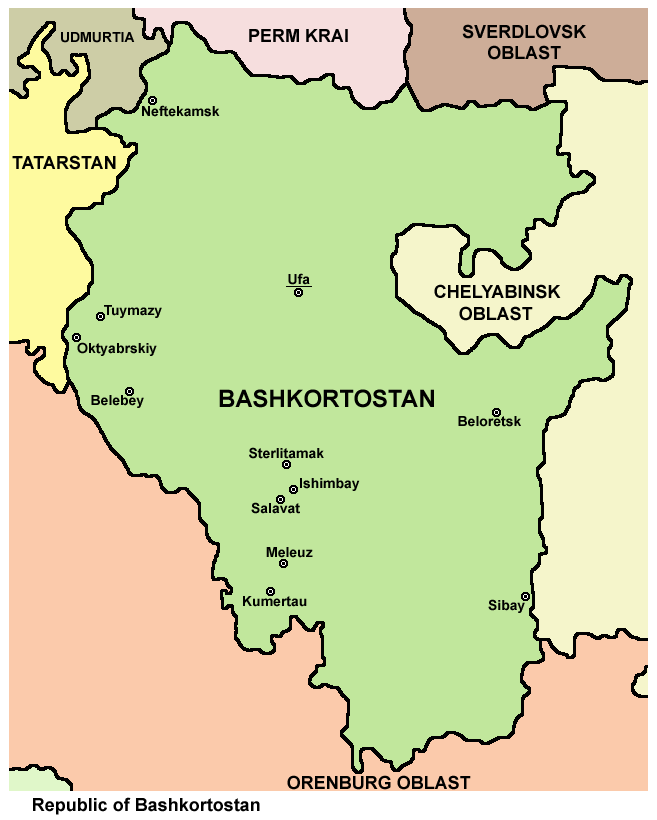

Basjkirostan (Russisch: Башкортостан; Basjkortostan; Basjkiers: Башҡортостан Республикаһы), ook wel Basjkirië of Basjkortostan genoemd, is een autonome republiek in de Russische Federatie aan de westzijde van de zuidelijke Oeral.
Basjkirië heeft een waarnemersstatus binnen de Internationale Organisatie voor Turkse Cultuur.

## Geschiedenis
De eerste nederzettingen in het huidige Basjkierse gebied werden gesticht in het vroege neolithicum. Tijdens de Bronstijd begon het gebied zich sterk te ontwikkelen. De eerste leden van de Abasjevocultuur, de eerste beschaving die hier in de Zuidelijke Oeral permanente nederzettingen stichtte, hadden kennis van het maken van bronzen werktuigen, wapens en versieringen. Het etymoniem "Basjkieren" werd in de 9e eeuw voor het eerst gebruikt om de bevolking aan te duiden.
In de 10e eeuw begon de islam zich te verspreiden onder de Basjkieren en in de 14e eeuw werd het de dominante religie onder de Basjkieren. Tot de 16e eeuw was het huidige Basjkirië verdeeld tussen de kanaten Kazan en Sibir en de Nogaihorde. De stammen die er woonden werden geleid door bii (stamhoofden).

### Russische Rijk
Toen het kanaat Kazan zich overgaf aan Ivan de Verschrikkelijke tussen 1554 en 1555, kwamen afgevaardigden van de westelijke en noordwestelijke Basjkierse stammen naar Moskou met het verzoek aan de tsaar om zich vrijwillig te mogen aansluiten bij Rusland.
Vanaf de eerste helft van de 16e eeuw werd het Basjkierse gebied langzaam omgevormd tot een bestuurlijk gebied van het Russische Rijk, de opvolger van Moskovië. Onder andere door de Basjkierse opstanden werd dit proces steeds verder doorgevoerd. Na de Poegatsjov-opstand (1773-1774) werd de Basjkierse opstandeling Salaoeat Joelajev uitgeroepen tot nationale Basjkierse held, hetgeen de identificatie als Basjkieren verder versterkte. In 1798 vestigde de Spirituele Raad van de Russische Moslims de basis voor de erkenning van de rechten van de Basjkieren, Wolga-Tataren en andere islamitische volkeren om de islam te mogen volgen en religieuze rituelen te mogen uitvoeren bij de tsaristische overheid. In 1865 werd met het vestigen van het gouvernement Oefa (goebernija) met het bestuurlijk centrum in Oefa een verdere stap gezet naar territoriale identificatie. Bij de Russische Revoluties van 1917 verklaarde het zich tot onafhankelijke staat onder leiding van Zeki Velidi Togan en werd tot onderdeel van de kortstondige moslimstaat Idel-Oeral. Togan was later betrokken bij de Basmatsjiopstand. In 1922 werd Basjkirostan als eerste een ASSR onder de naam Basjkierse Autonome Socialistische Sovjetrepubliek.

### Russische Federatie
Basjkirostan werd een autonome republiek in de Russische Federatie op 31 maart 1992.
In 2005 waren er hevige protesten tegen president Moertaza Rachimov. Hij werd aangevallen op zijn gedrag als een dictator; hij was toen al zestien jaar aan de macht dankzij frauduleuze verkiezingen. Hij werd voor de eerste keer gekozen in 1993, en herkozen in 1998 en 2003. In 2006 werd hij herbenoemd. Onder zijn bewind werd de oppositie klein gehouden en tegenstanders gemarteld en vermoord. De vermogende Rachimov en zijn familie hebben de industrie, waaronder de lucratieve olie- en gaswinning, grotendeels in handen. In 2010 trad Rachimov af. De Russische president Medvedev accepteerde zijn ontslag en beloonde hem met de Orde van Verdienste voor het Vaderland. Medvedev zag geen relatie tussen zijn vervroegde aftreden en de protesten tegen zijn dictatoriale beleid de jaren ervoor. Hij werd opgevolgd door Roestem Chamitov.

## Geografie
- Hoogste punt: Jamantaoe (1638 m)
- Grootste afstand noord-zuid: 550 km.
- Grootste afstand west-oost: 430 km.
- Tijdzone: UTC +5 (Jekaterinenburgtijd), UTC +6 bij zomertijd

Basjkirostan is gelegen in het oosten van Europees-Rusland, en omvat delen van de Zuidelijke Oeral en de aangrenzende vlaktes. Het grenst aan:
- Kraj Perm (in het noorden)
- Oblast Sverdlovsk (noordoost)
- Oblast Tsjeljabinsk (oost/zuidoost)
- Oblast Orenburg (zuidoost, zuid en zuidwest)
- Tatarije (in het westen)
- Oedmoertië (noordwest)

### Rivieren

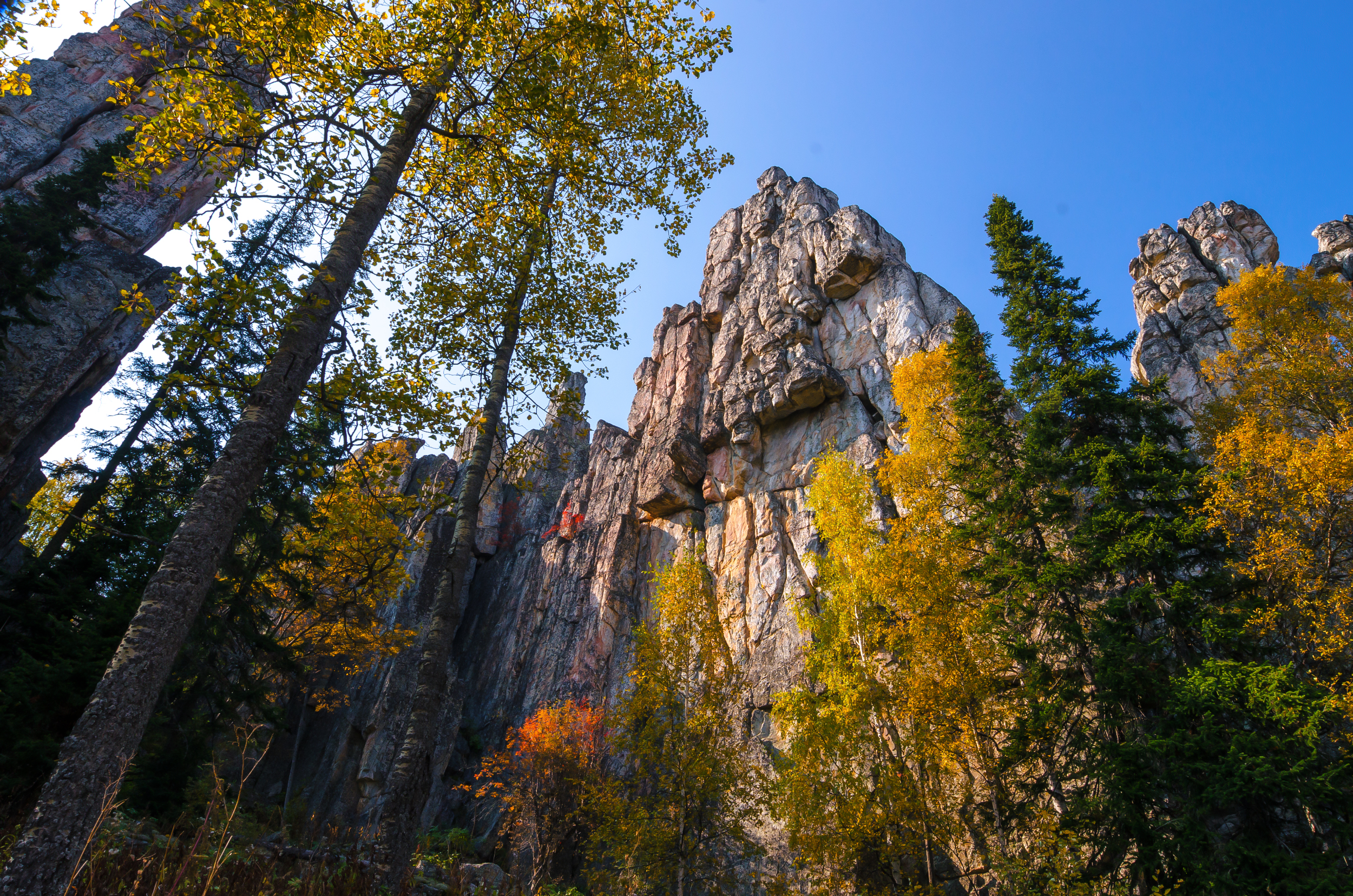
Rotsformatie Inzerskië Zoebtsjatki ten oosten van Zapovednik Joezjno-Oeralski.

Er zijn circa 13.000 rivieren in de deelrepubliek. Veel van deze rivieren kunnen gebruikt worden voor vracht- en personenvervoer en zijn bereikbaar vanaf de Oostzee en Zwarte Zee.

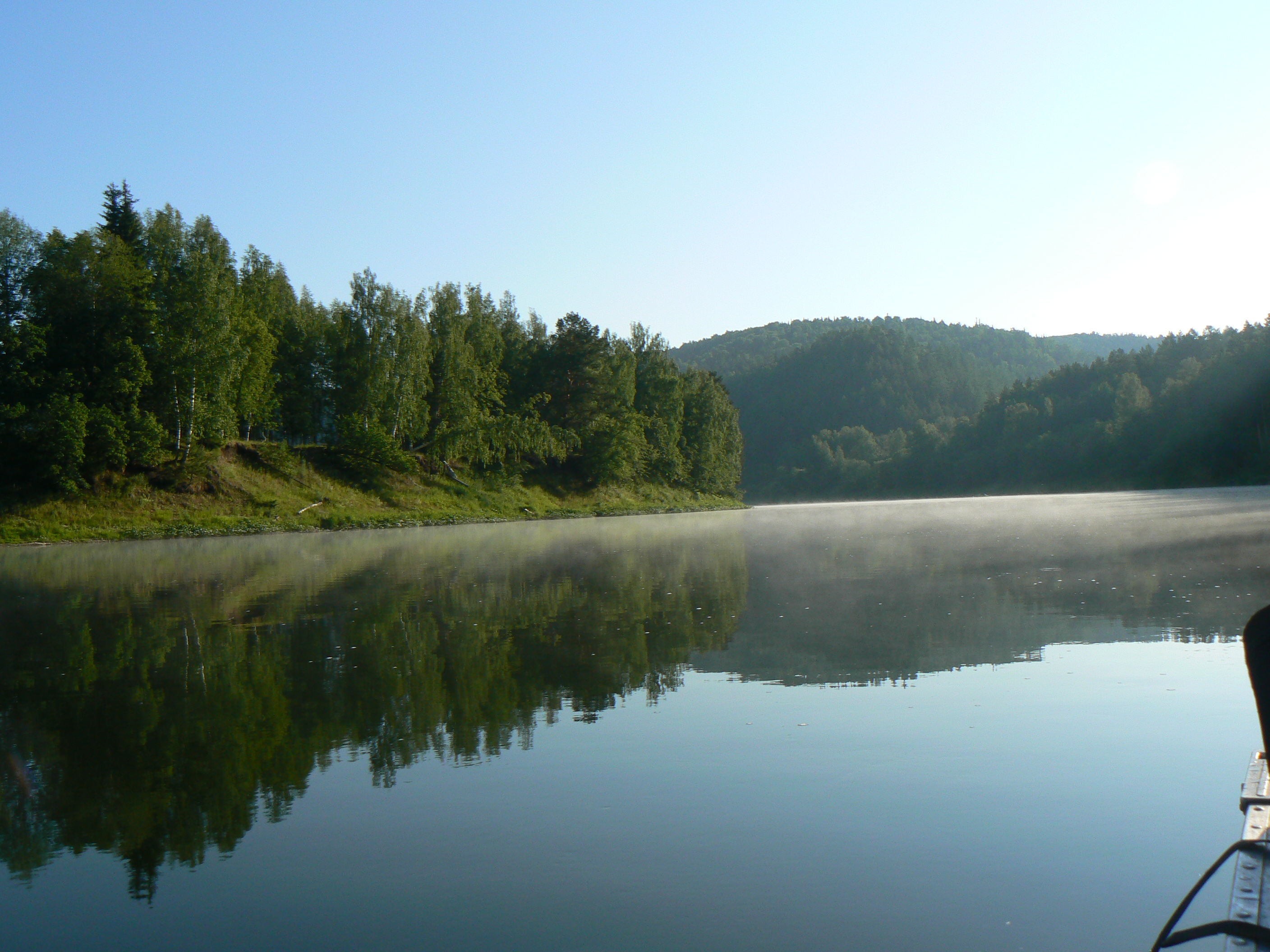
De rivier Oefa op de grens van Basjkirostan en Oblast Sverdlovsk.

De belangrijkste rivieren zijn:
- Belaja (1.430 km)
- Oefa (918 km)
- Sakmara (760 km)
- Ik (571 km)
- Dyoma (556 km)
- Aj (549 km)
- Joeroezan (404 km)
- Bystry Tanyp (345 km)
- Sim (239 km)
- Noegoesj (235 km)
- Tanalyk (225 km)
- Zilim (215 km)
- Sjoen (209 km)

### Meren
Er zijn ongeveer 2.700 meren en waterreservoirs in de deelrepubliek. De grootste zijn:
- Asylykoel (23,5 km²)
- Kandrykoel (15,6 km²)
- Oergoen (12 km²)
- Pavlovskoje (120 km²)
- Noegoesjkoje (25,2 km²)

### Bergen

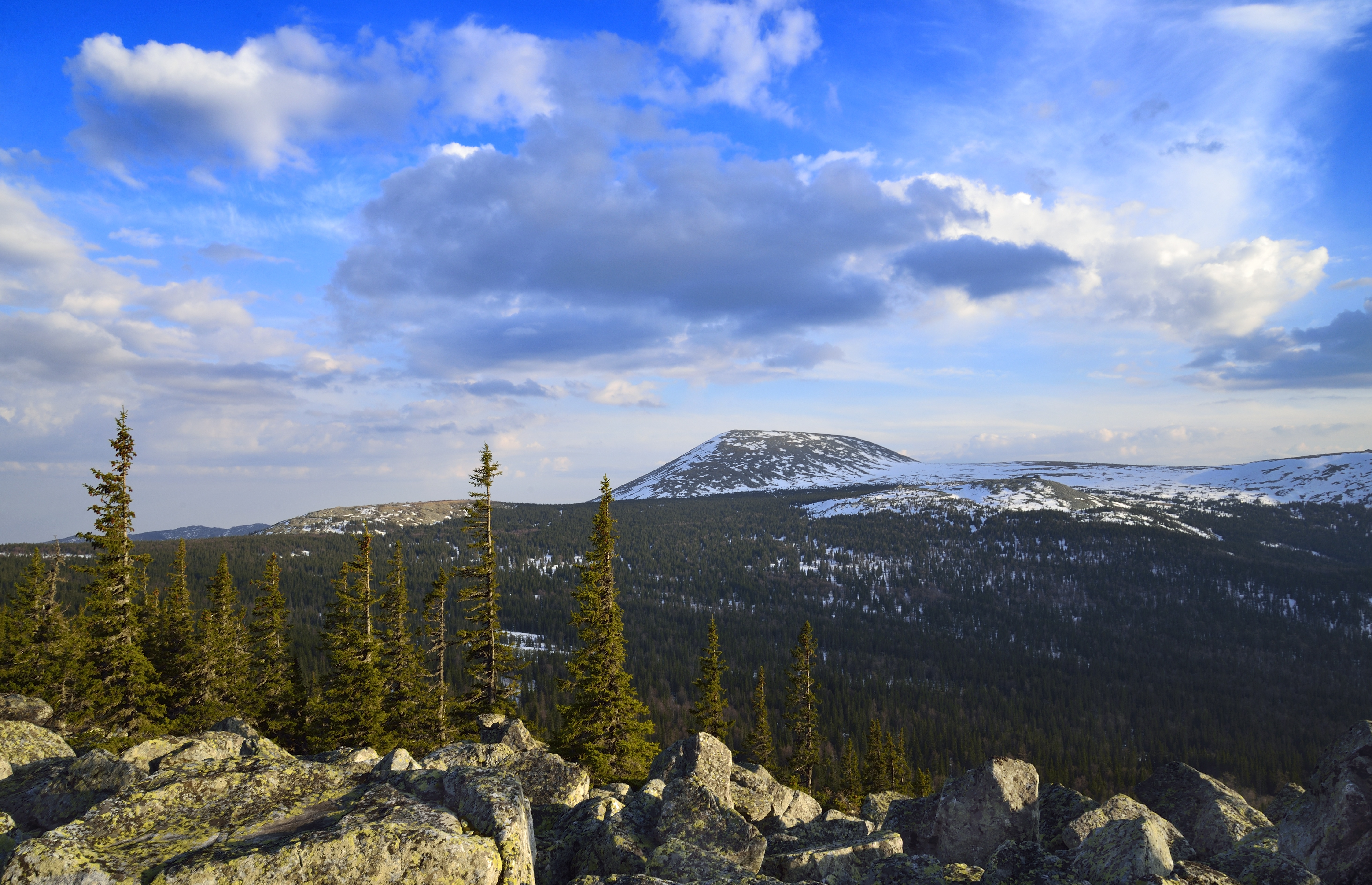
Uitzicht op de Bolsjoj Iremel vanaf de Maly Iremel.

De republiek is gelegen in het zuidelijke deel van de Oeral. De hoogste bergen zijn:
- Jamantaoe (1.638 m)
- Bolsjoj Iremel (1.582 m)
- Maly Iremel (1.449 m)
- Arvjakrjaz (1.068 m)
- Zilmerdak (909 m)
- Alataoe (845 m)
- Jurmataoe (842 m)

### Natuurreservaten

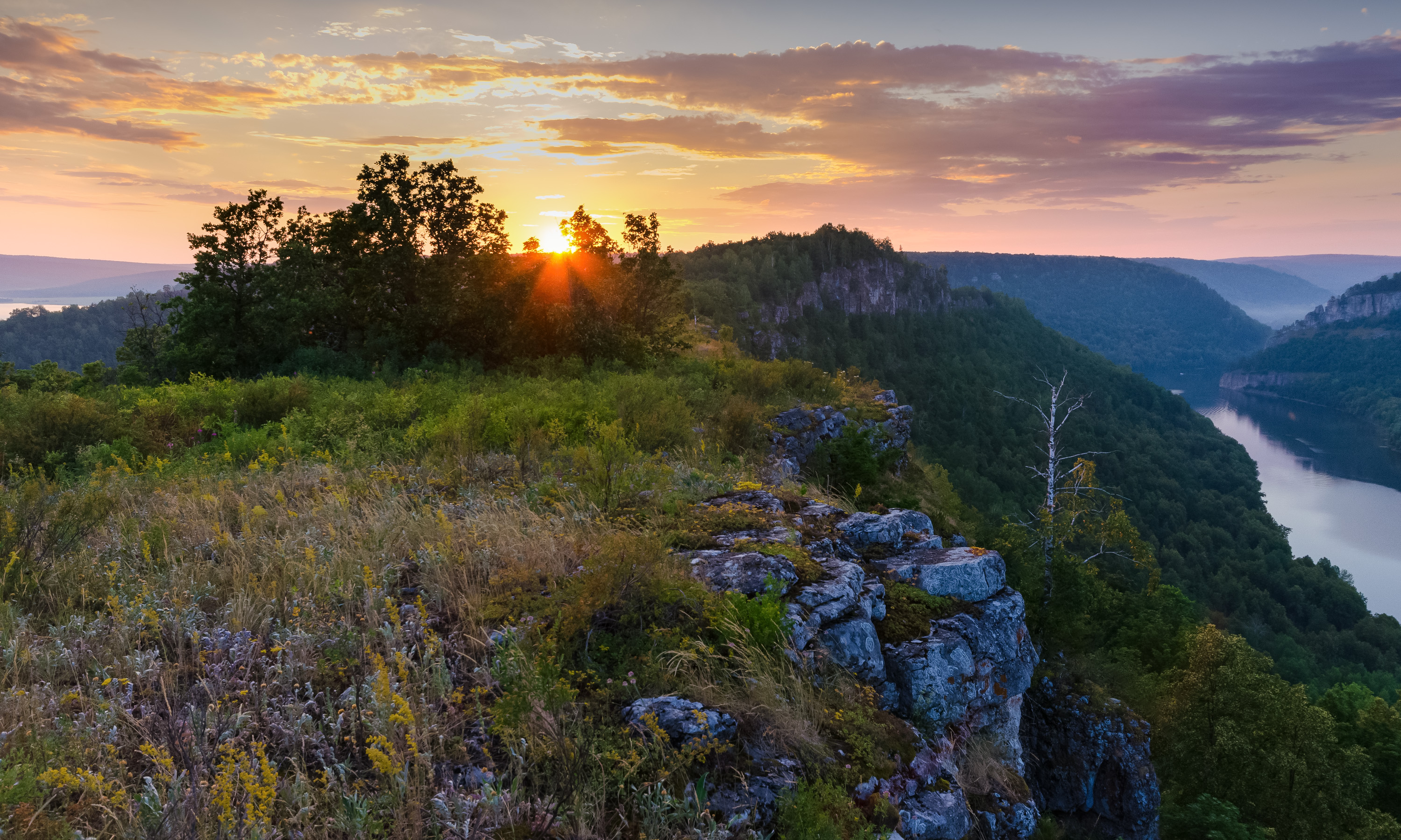
Nationaal Park Basjkiria.

- Zapovednik Joezjno-Oeralski
- Zapovednik Sjoelgan-Tasj
- Zapovednik Basjkirski
- Nationaal Park Basjkiria

### Klimaat
- Gemiddelde jaartemperatuur: 0,3 °C (bergen) tot 2,8 °C (vlakte)
- Gemiddelde temperatuur januari: -16 °C
- Gemiddelde temperatuur juli: +18 °C
- Gemiddelde jaarlijkse neerslag: 430 mm

## Bevolking

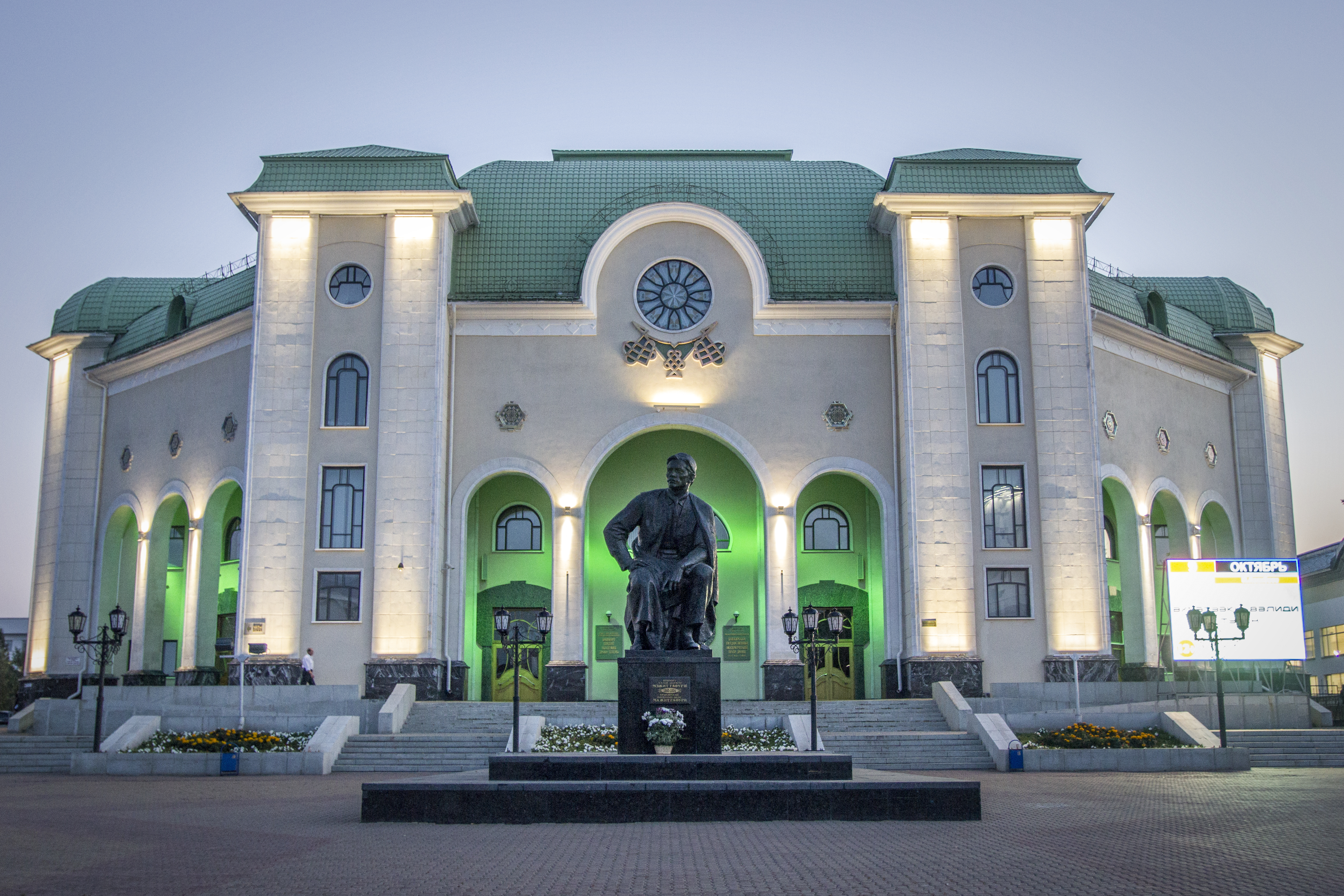
Theatergebouw in Oefa.

In Basjkirostan woonden 4.104.336 mensen in 2002. Hiervan is 29,8% Basjkiers; 36,3% Rus; 24,1% Wolga-Tataars; andere bevolkingsgroepen zijn de Tsjoevasjen met 2,9%, Mari met 2,6%, Oekraïners met 1,3%, Mordwienen met 0,6%, Wit-Russen met 0,4% en Russische Duitsers met 0,2%.
De officiële talen zijn Russisch en Basjkiers. Bijna alle inwoners spreken Russisch (96,4%). Daarnaast spreekt circa 34,0% Tataars en 25,8% Basjkiers.
| 1926      | 1939      | 1959      | 1970      | 1979      | 1989      | 2002      | 2016      |
| --------- | --------- | --------- | --------- | --------- | --------- | --------- | --------- |
| 2.665.346 | 3.158.969 | 3.341.609 | 3.818.075 | 3.844.280 | 3.943.113 | 4.104.336 | 4.071.064 |

## Politiek
Het hoofd van de regering in Basjkirostan is de president. 
Sinds 1993 is Moertaza Rachimov de president. Rachimov werd in december 2003 herkozen. 
Deze herverkiezing is door de OVSE als frauduleus bestempeld, aangezien ze gepaard ging met onder meer intimidatie van politieke tegenstanders en gedwongen sluiting van media.
Sinds 2010 was Rustem Khamitov president.  Hij nam ontslag op 11 oktober 2018 en nam niet deel aan de verkiezingen van 2019.  
Hij werd opgevolgd door  Radiy Khabirov : eerst tijdelijk als vervanger, na de verkiezingen van 2019 als effectief president.
De volgende presidentsverkiezingen zijn voorzien in 2024.

## Economie

### Metaalertsen
Reeds in de 17de eeuw werden de in de bodem aanwezige metaalertsen geëxploiteerd; sedertdien trokken voortdurend veel Russische arbeiders naar het gebied. De huidige mijnbouw omvat voornamelijk de winning van ijzer- en mangaanerts in het gebied van Bjeloretsk. Andere aanwezige belangrijke grondstoffen zijn steenkool, goud en gips.

### Olie en aardgas
Een deel van het grote aardolie- en aardgaswinningsgebied in het Tweede Bakoe ligt binnen Basjkië, met als centra onder meer Toejmazy en Isjimbaj. Andere oliewinningsgebieden liggen bij Oefa en Neftekamsk.
De economie van Basjkirostan is erg afhankelijk van zijn verouderde olieverwerkingsindustrie, die nog uit de tijd van de Sovjet-Unie stamt. De industrie is na de omwenteling grotendeels geprivatiseerd. Het merendeel kwam daarbij in handen van Rachimov-getrouwe facties.
Basjkirostan heeft grote oliereserves en de oliemaatschappij Bashneft heeft een belangrijk aandeel in de winning hiervan. Een kwart van de aandelen zijn in handen van de republiek. Aardgas wordt er ook gewonnen.